# Pinehouské jezero
Pinehouské jezero se nachází v Saskatchewanu v povodí řeky Churchill. U jezera leží stejnojmenná obec, vesnice Pinehouse. V okolní oblasti se nachází další poměrně velká jezera Lac Île-à-la-Crosse, Lac la Plonge a dále na východ Lac la Ronge.